# Isa Habibbayli
Isa Akbar oglu Habibbayli (Danzik, Raión de Sharur, RASS de Najicheván, 16 de octubre de 1949) Académico, Presidente de la Academia Nacional de Ciencias de Azerbaiyán (ANCA), Presidente del Comité de Ciencia y Educación de la Asamblea Nacional de la República de Azerbaiyán, director del Instituto de Literatura N.Ganjavi de la ANCA.

## Biografía

### Educación
1967-1971: Facultad de Filología de la Universidad Estatal de Najicheván (diploma con mención honorífica de excelencia). 
1974-1978: Posgrado del Instituto de Literatura N.Ganjavi de la ANCA.

## Libros
Autor de 12 monografías, 1 libro de texto escolar, 2 manuales, 18 folletos y 26 libros redactados  (en total 89). Fue consejero científico de 29 candidatos a doctor en ciencias y de 4 doctores en ciencias.
Sus obras fueron publicadas, además de la lengua azerbaiyana,  en inglés, francés, ruso, turco, árabe, persa, urdu, búlgaro, húngaro, lituano, etc. Realizó visitas oficiales a los países como los EE. UU., el Reino Unido, China, Francia, Rusia, Turquía, Alemania, Corea del Sur, España, Irán, Irak, Bulgaria, Austria, Egipto, Túnez, Ucrania, Pakistán, Hungría, Kazajistán, Georgia, Mongolia, etc. y intervino con discursos científicos en simposios, congresos y conferencias internacionales.

## Principales logros científicos
Estudio de etapas y problemas de la literatura azerbaiyana de los siglos XIX y XX y del patrimonio de Jalil Mammadguluzade, Mahammad Tagi Sidgi, Eynali bey Sultanov y Mahammad Aga Shakhtakhtinski;
Estudio de los problemas teóricos y poética de la poesía romántica; Idea de la división de períodos y las etapas de desarrollo de la literatura azerbaiyana; Estudios teóricos en torno a la sátira; Problemas actuales de la teoría de la literatura. 

## Cargos
- Vicerrector de asuntos científicos en la Universidad Estatal de Najicheván (1991-1996);
- Rector de la Universidad Estatal de Najicheván (1996-2013);[3]
- Vicepresidente de la Academia Nacional de Ciencias de Azerbaiyán (desde el año 2013);
- Director del Instituto de Literatura N.Ganjavi de la Academia Nacional de Ciencias de Azerbaiyán (desde el año 2013).

## Membresía en organizaciones científicas de la República, internacionales y extranjeras
- Miembro correspondiente de la Organización de Cultura, Lengua e Historia de Ataturk (1999),
- Miembro de la Comisión de Premios del Estado de la República de Azerbaiyán
- Miembro del Consejo de Azerbaiyanos en el Mundo (2001),
- Miembro principal de la Academia Internacional de Informatización adjunta a la Organización de las Naciones Unidas (2006),
- Miembro del Consejo Editorial de la “Revista Científica Internacional” publicada en Moscú (2008),

## Actividad social y política
- Diputado de la Asamblea Suprema de la República Autónoma de Najicheván (1998-2005)
- Diputado de la Asamblea Nacional de la República de Azerbaiyán  (desde el 2005).
- Presidente del Comité de Ciencia y Educación de la Asamblea Nacional  (desde 2015).[4]
- Presidente de la Comisión de Toponimia de la Asamblea Nacional (desde 2015).[5]
- Miembro del Consejo Político del Partido de Nuevo Azerbaiyán
- Presidente de la Comisión de Resolución de la Academia Nacional de Ciencias de Azerbaiyán.  (desde 2013).
- Redactor jefe de la revista “Noticias” de la ANCA.
- Redactor jefe de las revistas del Instituto de Literatura Nizami Ganjavi: "Colección literaria", "Poética", "Relaciones literarias"
- Presidente del Consejo de Disertación del Instituto de Literatura Nizami Ganjavi de la ANCA

## Premios
- Orden Honoraria del Ministerio de Educación. (1999)
- Título honorífico de Hombre Emérito de la Ciencia de la República de Azerbaiyán. (1999)[6]
- "Amigo honorario de la Universidad de Ankara". (1999)
- Reconocido como "Persona del año" por el Instituto de Biografía de América   (2001)
- Condecorado con “Üstün hizmət Baratı” de la Asociación de Idiomas de Turquía  (2004)
- Orden de la “Gloria” (2007)[7]
- Orden de “Honor” (2009)[8]
- Diploma de “Persona eminente del mundo informático” y medalla de “Jefe de la dirección científica” de la Academia Internacional de Informatización (2009)
- Premio simbólico de la Organización de Cultura y Arte de Turquía (2009)
- Premio de la Fundación Turca de Arte y Cultura Huseyn Gazi (2009)
- Orden Honoraria de la Asamblea Suprema de la República Autónoma de Najicheván (2009)
- Orden Honoraria  de la Academia Nacional de Ciencias de Azerbaiyán  (2009)
- Premio Internacional de la Academia de Informatización: "Jefe de la dirección científica del desarrollo de la literatura azerbaiyana de los siglos XIX y XX e ideas científicas y artísticas modernas en Azerbaiyán (2009)